# Ubirajara Rodrigues
Ubirajara Franco Rodrigues (Campanha, 11 de setembro de 1955) é um advogado, conferencista e escritor brasileiro. Residente em Varginha, foi eleito Presidente da 20ª (Vigésima) Subseção da OAB, localizada na mesma cidade, para o triênio 2013/2015 e reeleito para o triênio 2016/2018.
É conhecido como ufologista por seu envolvimento em pesquisas de eventos como Caso Baependi e Caso Varginha.

## Formação
Graduado como Bacharel em Direito pela Faculdade de Direito de Varginha (FADIVA), em 1979. Titular de Escritório de Advocacia desde 1981 especializou-se na área Trabalhista, com serviços prestados a empresas de diversos portes, na região e em várias regiões do território nacional.

## Atuação
Palestrante em diversos Eventos, tais como Semanas Jurídicas, CIPATs e seminários.
Professor universitário ocupou as cátedras de Direito do Trabalho, Legislação Social, Instituições de Direito e Filosofia, da Faculdade Cenecista de Varginha (Faceca), por 25 anos (1984 a 2009).
Participação em módulos de Direito do Trabalho em cursos de pós-graduação, como ministrante.
Detém certificado de Curso de Psicanálise Clínica, pela Sociedade Psicanalítica Ortodoxa do Brasil.

## Atuação ufológica
Ubirajara Franco Rodrigues desde muito cedo se interessou por ufologia. Uma experiência protagonizada por seu falecido pai, José Júlio, despertou sua atenção para o tema e uma publicação sobre sequestros alienígenas o fez perceber que algo sério envolvia o assunto. Ainda adolescente iniciou sua carreira de ufólogo, chegando a ser um dos mais destacados do mundo, com sistemáticas investigações de ocorrências no sul de seu estado, onde há uma rica casuística. O resultado deste trabalho foi publicado no livro "Na Pista dos UFOs", embora o ponto alto de sua trajetória seja o episódio que deu origem ao seu segundo livro, "O Caso Varginha". Ubirajara foi apresentado ao cenário ufológico nacional pela pioneira Irene Granchi, em 1979, de lá para cá o ufólogo vem defendendo uma postura séria e objetiva. Contabiliza em seu currículo muitos casos pessoalmente examinados, sendo o mais importante deles o famigerado Caso Varginha, ocorrido em janeiro de 1996. Os resultados de suas pesquisas, depois divididas com outros estudiosos, são surpreendentes revelações. Foi co-editor e consultor da Revista UFO, para a qual, após se desligar, concedeu entrevista que ficou notória no cenário ufológico por ter admitido que, hoje, tem uma postura cética quanto à maioria das ocorrências ufológicas já pesquisadas por seus colegas e inclusive por ele mesmo, resultando em um mal-estar geral e algumas controvérsias.